# Moulay Driss Zerhoun
Moulay Driss Zerhoun (en arabe : sمولاي ادريس زرهون), ou  Zerhoun , est une ville de la région de Fès-Meknès, dans le nord du Maroc. Elle s'étend sur deux collines à la base du mont Zerhoun. Elle est célèbre pour être le site du tombeau d'Idris Ier, le premier souverain de la dynastie idrisside, dont la ville tire son nom. Elle est située près de Meknès et surplombe les ruines de Volubilis, à quelques kilomètres de là. 

## Localisation et origine

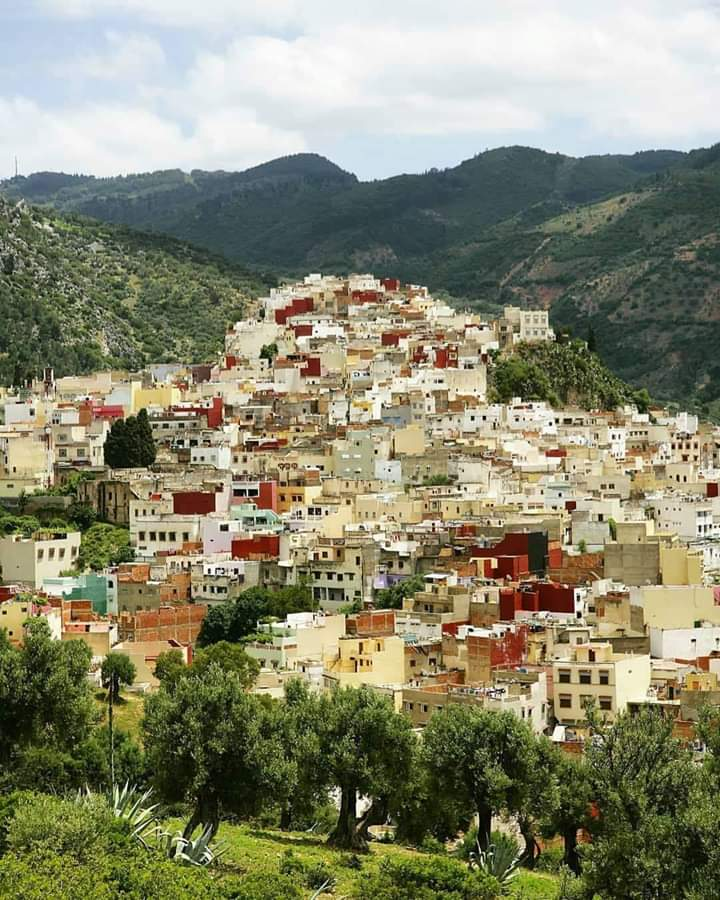

La ville est située au centre du massif du Zerhoun, à 4 km de l'ancienne cité romaine de Volubiilis, à 30 km au nord de Meknès et à une soixantaine de km à l'ouest de Fès. 
Elle s'est développée autour du tombeau d'Idrîs Ier, arrière-petit-fils de Hassan ben Ali, fondateur de la dynastie des Idrissides, mort empoisonné sur les ordres de Hâroun ar-Rachîd.  
Elle est toujours l'objet d'un pèlerinage fréquenté et d'un moussem (fête votive annuelle) particulièrement important.
Les deux quartiers principaux, Khiber et Tazga, occupent deux collines qui se font face. Dans le vallon qui les sépare se trouve le sanctuaire (qubba) de Moulay Idrîs. La mosquée Sentissi est reconnue pour son minaret cylindrique, le seul de son type au Maroc, couvert de tuiles vertes et de versets du Coran.
En 1995, le Maroc inscrit Moulay Driss Zerhoun dans la liste indicative du patrimoine mondial de l'UNESCO.

## Geographie
La ville se situe actuellement dans la région de Fès-Meknès. De 1997 à 2015, elle faisait partie de la région de Meknès-Tafilalet. Les ruines de la ville berbère et romaine de Volubilis se trouvent à seulement 5 kilomètres. Idrîs Ier a pris de nombreux matériaux ici pour construire sa ville. Plus loin se trouvent les villes de Meknès, à environ 28 km par la route, et de Fès, à environ 50 km de là.
La ville est située sur deux contreforts adjacents des montagnes de Zerhoun, le Khiber et la Tasga, qui forment les deux principaux quartiers de la ville. Entre ces deux collines se trouve le mausolée et le complexe religieux de Moulay Idris. Le Khiber est la colline la plus haute et son sommet offre une vue sur le complexe religieux et le reste de la ville. La mosquée Sentissi et le mausolée-mosquée de Sidi Abdallah el Hajjam se trouvent également près du sommet de la colline Khiber.

## Démographie
En 1936, Moulay Driss Zerhoun comptait 8 000 habitants.
De 1994 à 2004, sa population est passée de 12 521 à 12 611 habitants, et en 2014, à 11 615 habitants.

## Festivités

### Moussem Beni Ammar de Zerhoun
Le Moussem Beni Ammar de Zerhoun est un festival annuel célébré dans la ville de Moulay Idriss Zerhoun, au Maroc. Cet événement, qui se déroule généralement en été, met en valeur le patrimoine culturel et historique de la région de Zerhoun.

#### Aspects principaux du moussem Beni Ammar de Zerhoun
Performances culturelles: Le festival propose une gamme de manifestations culturelles, incluant de la musique traditionnelle, des danses et de la poésie, présentées par des artistes locaux et régionaux.
Exhibitions équestres: Le moussem est réputé pour ses démonstrations équestres, notamment les spectacles de fantasia, où des cavaliers en habits traditionnels exécutent des manoeuvres synchronisées et des simulations de batailles.
Signification religieuse: L'événement comporte une dimension religieuse, honorant les saints locaux. Les pèlerins visitent les mausolées pour rendre hommage et chercher des bénédictions.
Artisanat et marchés: Pendant le moussem, des marchés sont installés où des artisans locaux vendent des produits faits main, des vêtements traditionnels et des spécialités culinaires régionales, permettant aux visiteurs d'acheter des souvenirs et d'apprécier l'artisanat local.
Activités communautaires : Le festival favorise le sens de la communauté à travers diverses activités, telles que des compétitions sportives, des sessions de contes et des repas communautaires, rassemblant familles et amis.

### Vidéographie
- « Les moussems de Moulay Idriss et de Moulay Brahim » [vidéo], sur INA, Les Actualités françaises, 2 mai 1946 (consulté le 7 octobre 2015)
- « Moussem de Moulay Idriss » [vidéo], sur INA, Les Actualités françaises, 7 octobre 1948 (consulté le 7 octobre 2015)
- « Moulay Idriss » [vidéo], sur INA, Films documentaires, 1er janvier 1949 (consulté le 6 octobre 2015)  — Documentaire produit par Les Actualités françaises et le Centre cinématographique marocain.